# Aka Allghoi Khorhoi

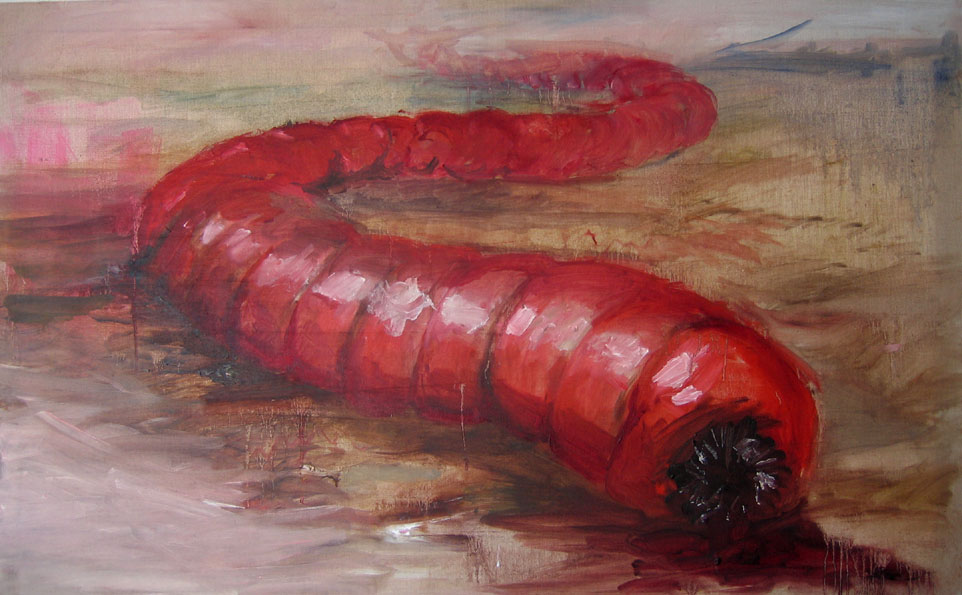
El Aka Allghoi Khorhoi. Cuadro de Pieter Dirkx.

El Aka Allghoi Khorhoi, también conocido como el "Gusano de la muerte mongol", es una criatura mitológica del desierto de Gobi en Mongolia.

## Descripción
La peculiaridad en la descripción de esta criatura es que podría rociar a sus víctimas con ácido, el cual causaría la muerte a éstas. También se dice que sería capaz de producir descargas eléctricas.
En la criptozoología, suele describirse como un gusano largo y fino de 90 a 120 centímetros de longitud, y que supuestamente vive en Mongolia y que habría sido visto por primera vez en 1926 en el citado desierto de Gobi, en Mongolia. Se dice que hiberna durante todo el año salvo en el verano.

## Investigaciones
El estadounidense Roy Chapman Andrews, del Museo Americano de Historia Natural, lideró varias expediciones pioneras al Gobi entre 1922 y 1930. En su obra La reconquista de Asia Central (1932), Andrews no sólo deja una vívida descripción de los pintorescos paisajes del gran desierto mongol "donde los acantilados son como castillos medievales con agujas y torrecillas que bajo el sol del atardecer adquieren maravillosos tonos de rojo ladrillo", sino que además tuvo tiempo de documentar las creencias de sus habitantes. De este modo, se convirtió en el primer occidental en divulgar las historias de los pastores nómadas del Gobi acerca del temible Olghoï-Khorkhoï - un vocablo que quiere decir "gusano-intestino" -, una enigmática criatura capaz de fulminar con su potente veneno a cualquier ser viviente: "se trata probablemente de un animal mítico, aunque puede ser que haya algo de cierto en lo que me cuentan, ya que todos los mongoles del norte del país creen en su existencia y lo describen prácticamente igual". 
Mide alrededor de 60 centímetros, posee un cuerpo en forma de salchicha y tiene cabeza y patas; es tan venenoso que tocarlo significa la muerte instantánea. Se dice que habita en las regiones arenosas más secas del desierto occidental. 
Por su parte, el checo Ivan Mackerle dirigió una expedición al desierto del Gobi en 1990. Durante su viaje recogió testimonios muy similares acerca del gusano-intestino. Un pastor mongol le dijo que "se parece mucho al intestino de una vaca, su piel es de color rojo sanguinolento o salami y resulta difícil distinguir la cabeza de la cola ya que no posee ni ojos, ni nariz, ni boca visibles". Añadió también que "la criatura se desplaza de un modo extraño, bien rodando, bien arqueando el cuerpo hacia los lados y que se siente atraída por los objetos de color amarillo". Otro testigo, Yanjindgin Mahgaljav, aseguró haber visto como el gusano-intestino mató a una manada entera de camellos al sur de Nyon en la década de 1960.

## La clave del enigma
Aunque este tipo de anécdotas evocan la imagen de uno de esos seres alienígenas que suelen aparecer en las películas de ciencia ficción, lo cierto es que tanto el aspecto como los hábitos del Olghoï-Khorkhoï parecen apuntar a una explicación mucho más mundana. O al menos eso es lo que opina el criptozoólogo francés Michel Raynal, quien recientemente ha propuesto que el enigmático gusano-intestino del Gobi podría ser una especie desconocida de anfisbenio.
Los anfisbenios son unos animales muy singulares y se podrían definir como "los topos" del grupo de los reptiles, ya que viven en galerías que ellos mismos se encargan de excavar. A pesar de que comparten un ancestro común con los lagartos y las serpientes, han desarrollado toda una serie de características anatómicas que los diferencian de ellos y que están relacionadas con su peculiar modo de vida.
Los expertos les dan el nombre vulgar de "lagartos-gusano" y no es para menos: tienen un cuerpo cilíndrico, grueso y alargado y la mayoría carece de extremidades. Además, sus escamas están dispuestas en círculos alrededor del cuerpo, lo que les da un aspecto segmentado semejante al de las lombrices de tierra. Hasta en la manera de moverse son únicos ya que pueden desplazarse tanto hacia adelante como hacia atrás y lo hacen arqueando el cuerpo hacia los lados- como los reptiles- o por medio de ondulaciones ascendentes y descendentes como las orugas. Los ojos de los anfisbenios son diminutos y la cabeza y la cola pueden llegar a tener una forma tan parecida que, a veces, resulta difícil distinguirlas (de hecho en Colombia le llaman "serpiente de dos cabezas"[cita requerida]). En definitiva, casi todas las señas de identidad que caracterizan a este grupo de reptiles subterráneos (el grosor de su cuerpo, la manera tan peculiar que tienen de moverse, la dificultad para distinguir entre la cabeza y la cola, su aspecto anillado) coinciden a la perfección con las del temible gusano-intestino de Mongolia.
Excepto una: los anfisbenios son criaturas inofensivas, detalle que deja sin explicar el aura de animal mortífero que rodea al Olghoï-Khorkhoï. Incluso en este aspecto los anfisbenios siguen proporcionando un sólido punto de referencia pues en algunas regiones existe la creencia errónea de que se trata de animales altamente venenosos.
Algunos otros criptozoólogos creen que podría ser un pariente cercano de la anguila eléctrica (Electrophorus electricus), un pez sudamericano de cuerpo alargado que sale a respirar cada 10 minutos y puede moverse en tierra, más frecuentemente durante la estación lluviosa, por lo que podría tener parientes terrestres, lo cual concuerda con las descripciones de que a esta mitológica criatura le gusta la tierra húmeda durante las escasas lluvias en el desierto durante el verano. Además, la anguila eléctrica es más conocida por su capacidad de generar poderosas descargas eléctricas de hasta 600 voltios para defenderse o matar a sus presas, y puede ser letal para el ser humano lo cual hace que sean muy temidas en Sudamérica, tal como las descripciones de que el gusano de la muerte puede generar mortales descargas eléctricas a distancia.
La leyenda de este animal también se pudo originar en las serpientes dado que casi ningún gusano puede sobrevivir en un desierto puesto que hay nula o escasa humedad en estos hábitats. Muchas serpientes se asemejan a gusanos, y también se citan las cobras escupidoras, serpientes muy venenosas y conocidas por su habilidad de "disparar" el veneno de sus colmillos en forma de chorros a los ojos de su atacante, como método de defensa. Esto causa ceguera permanente casi instantáneamente en la víctima, pero solo puede llegar a matar si la serpiente muerde a su atacante y le inyecta el veneno en el torrente sanguíneo. La habilidad de disparar su fuerte toxina podría explicar las descripciones de que el gusano de la muerte puede disparar un mortal ácido de su boca que le cause la muerte a su víctima.
Por lo tanto, la leyenda del gusano de la muerte puede haberse originado de numerosos animales parecidos entre sí como los mencionados anteriormente, ya que no se conoce ninguna criatura con todas estas características juntas. Sin embargo, como no se conocen en el Desierto de Gobi casi ninguna de estas criaturas sospechosas de originar la leyenda, la búsqueda de la legendaria criatura mortal aún continua entre los criptozoólogos.